# Zagreda (Danilovgrad)
Pour les articles homonymes, voir Zagreda.
Zagreda (en serbe cyrillique : Загреда) est un village du centre du Monténégro, dans la municipalité de Danilovgrad.

## Démographie

### Évolution historique de la population
| 1948 | 1953 | 1961 | 1971 | 1981 | 1991 | 2003 |
| ---- | ---- | ---- | ---- | ---- | ---- | ---- |
| 335  | 374  | 328  | 318  | 288  | 178  | 221  |